# New York Air
Ne doit pas être confondu avec New York Airways.
New York Air était une compagnie aérienne américaine basée à New York. Elle a fusionné en 1987 avec Continental Airlines.

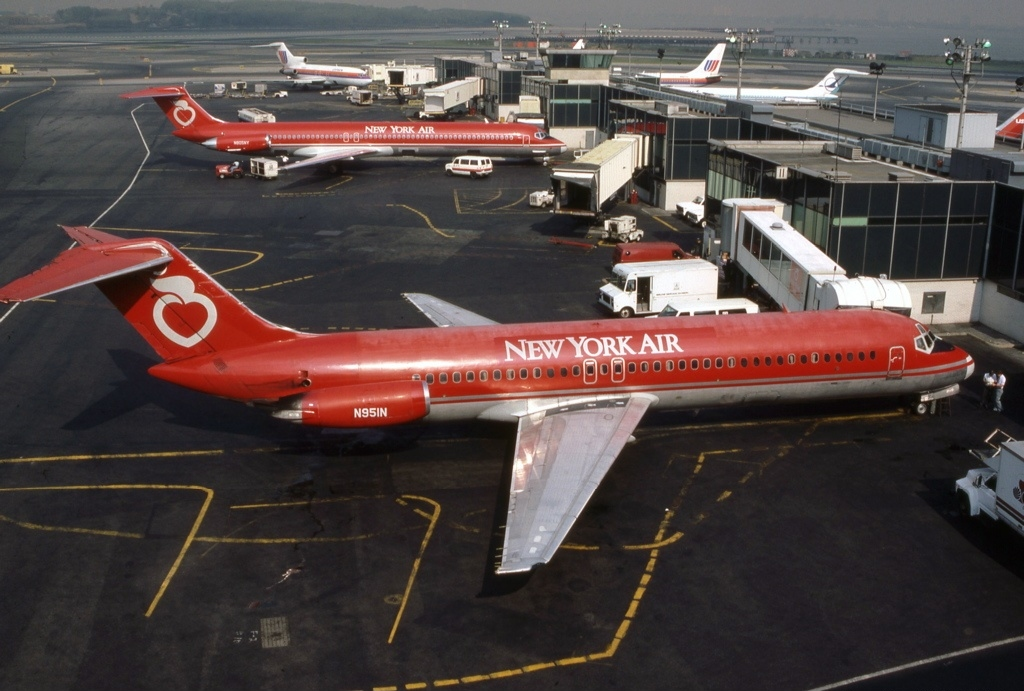
DC-9-30 et MD-82 à l'aéroport LaGuardia de New York.